# Albert Poncelet
Albert Poncelet (* 30. August 1861 in Lüttich; † 19. Januar 1912 in Montpellier) war ein belgischer Historiker und Bollandist.
Zu seinen Hauptwerken, auf die sich viele Forschende auf diesem Gebiet bis heute stützen, zählt ein Index der Wunder, welche der Jungfrau Maria zugeschrieben werden, die er sammelte und in alphabetischer Reihenfolge sortierte – von Abbas quidam aliquando … bis Wimundus et Drogo …
Publiziert wurden seine Werke hauptsächlich in den Analecta Bollandiana.

## Werke (keine vollständige Auflistung)
- De Magno Legendario Austriaco (1898)
- De codicibus hagiographicis Iohannis Gielemans canonici regularis in Rubea Valle prope Bruxellas (1895)
- Index Miraculorum B.V. Mariae quae Latine sunt conscripta (1902)
- Catalogus hagiagraphicorum latinorum bibliothecarum romanarum praeter quam vaticanae (1909)